# Championnat d'Amérique du Sud masculin de volley-ball 1985
Le Championnat d'Amérique du Sud de volley-ball masculin 1985, 16e du nom s'est déroulé en 1985 à Caracas ( Venezuela).

## Classement final
| Place              | Équipe    |
| ------------------ | --------- |
| Médaille d'or      | Brésil    |
| Médaille d'argent  | Venezuela |
| Médaille de bronze | Argentine |
| 4                  | Uruguay   |